# Nectaroscordum
Nectaroscordum é um género botânico pertencente à família Alliaceae.
1. ↑  «Nectaroscordum — World Flora Online». www.worldfloraonline.org. Consultado em 19 de agosto de 2020